# Timbres de France 1867
Cet article recense les timbres de France émis en 1867 par l'administration des Postes.

## Légende
Pour chaque timbre, le texte rapporte les informations suivantes :
- date d'émission, valeur faciale et description,
- formes de vente,
- artistes concepteurs et genèse du projet,
- date de retrait, tirage et chiffres de vente,

ainsi que les informations utiles pour une émission donnée.

## Janvier

### Empire Lauré, 30 centimes brun
En janvier 1867 est émis un timbre poste à l'effigie de l'Empereur Napoléon III, lauré, d'une valeur faciale de 30 centimes et de couleur brune.
Le dessin et la gravure ont été réalisés par Désiré-Albert Barre, graveur général de la Monnaie de Paris.
Il est utilisé comme valeur d'appoint dans des affranchissement composés sur le territoire métropolitain et l'Algérie. Il correspond à certains tarifs des lettres (1er échelon) pour l'étranger : la Suisse et la Belgique notamment, ainsi qu'au tarif des lettres de 30 à 60 g de Paris pour Paris.
Il est remplacé en décembre 1870 dans une partie du territoire par un timbre de la série de Bordeaux. Puis cette valeur perd son usage à partir du 1er septembre 1871.